# Drakväktaren
Drakväktaren är en roman av Carole Wilkinson från 2003 som handlar om en slavflicka som heter Ping. Den kom ut i svensk översättning 2005.

## Handling
Ping är en slavflicka som sköter om djuren hos en drakväktare. Hon får även ta hand om de enda två kungliga drakarna som finns kvar. 
En dag när den ena draken dör, en hona, blir drakhanen väldigt upprörd. Då lovar Ping att hon ska ta hand om draken som finns kvar bättre. När Ping tar med draken på en vandringstur möter de kejsaren och med sig har han en drakjägare. Drakjägaren vill döda draken, men draken fäller ut sina vingar och flyger iväg tillsammans med Ping. Enligt draken måste Ping ta med en speciell sten - drakstenen till havet, men på vägen lurar många faror, bland annat drakjägaren som vill sälja både drakens kroppsdelar och drakstenen som ingredienser till olika magiska drycker.
Berättelsen utspelar sig i Kina 141 före Kristus. Ping har med sig råttan Hua från drakväktarens hus.